# Stripe
Stripe, Inc. ist ein irisch-US-amerikanisches Technologiedienstleistungsunternehmen auf dem Gebiet der Zahlungsabwicklung mit doppeltem Hauptsitz im kalifornischen San Francisco und der irischen Hauptstadt Dublin. Durch die Software (SaaS) von Stripe können in einer Schnittstelle integriert verschiedene Bezahlmethoden online, mobil und auch im stationären Handel angeboten werden.
Zu den Kunden von Stripe zählen u. a. die Unternehmen Walmart, Zara, Amazon, BMW, Google und Samsung. Die Dienstleistungen des Unternehmens werden in 46 Ländern angeboten. Größte Konkurrenten von Stripe sind das niederländische Adyen und PayPal.

## Geschichte
Seit 2009 entwickelten die aus dem irischen Ort Dromineer stammenden Brüder Patrick und John Collison die Software von Stripe in Palo Alto. Im Januar 2010 begann die operative Tätigkeit von Stripe unterstützt mit Startkapital von Y Combinator.
Das Start-up-Unternehmen wird 2011 weiterführend von CapitalG (Alphabet), Sequoia Capital, Visa, American Express, Peter Thiel und Elon Musk gefördert. 2012 erhielt Stripe in einer weiteren Finanzierungsrunde von seinen Investoren 18 Millionen US-Dollar. Später im Jahr zog das Unternehmen von Palo Alto nach San Francisco.
Bereits im März 2013 erfolgte die erste Übernahme des Unternehmens Kickoff, einem Kollaborations-Tool.
2016 führte Stripe eine Betrugs-Präventions-System ein, der maschinelles Lernen nutzt, und startete die Plattform Atlas, die Start-Ups die Unternehmensgründung in den USA ermöglicht. Der Jahresertrag 2016 wurde von Forbes auf 450 Millionen US-Dollar geschätzt. Im selben Jahr wurde das Unternehmen nach einer Investition von 150 Millionen US-Dollar durch CapitalG mit 9 Milliarden bewertet.

Seit Juni 2017 bietet Stripe seinen Service auch in Deutschland an. Zu den ersten Kunden gehörten der Internetdienstleister Jimdo, der Putzhilfen-Vermittler Book a Tiger und die Plattform Croove. Ebenfalls 2017 investierte Stripe gemeinsam mit anderen Investoren 93 Millionen US-Dollar in Monzo, eine Online-Bank aus Großbritannien.

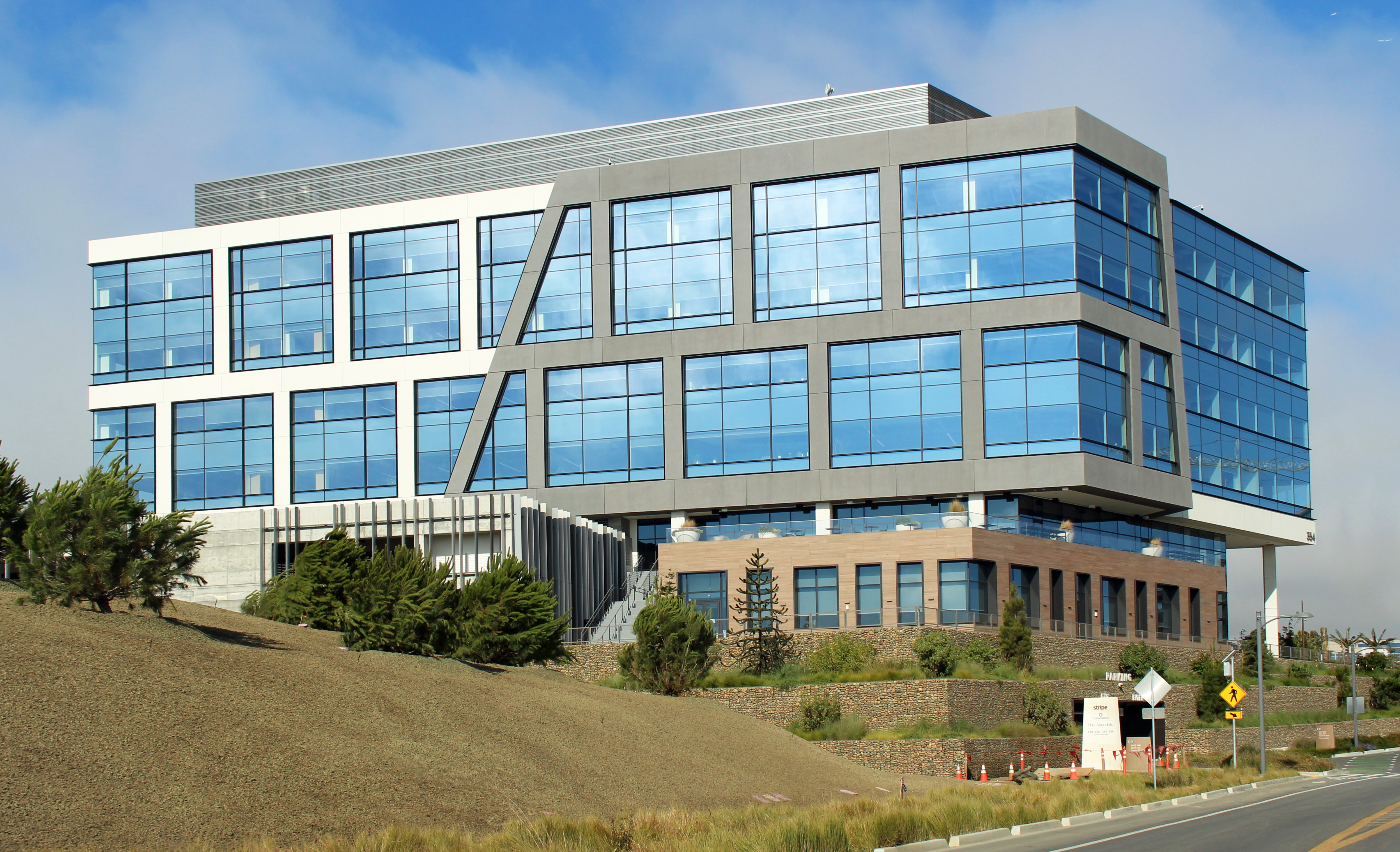
US-Firmensitz von Stripe in San Francisco (2023)

2018 folgte eine weitere Finanzierungsrunde für Monzo mit 85 Millionen Pfund. Im gleichen Jahr erhielt Stripe in einer weiteren Finanzierungsrunde 245 Millionen Dollar von Tiger Global Management, DST Global und Sequoia. Das Unternehmen wurde 2018 mit 20 Milliarden US-Dollar bewertet. Außerdem führte das Unternehmen im selben Jahr eine eigene Kreditkarte ein und kündigte an, ab April 2018 keine Bezahlungen per Bitcoin mehr zu akzeptieren. Damit reagierte Stripe nach Angaben eines Nachrichtendienstes auf eine geringere Nachfrage, langsame Transaktionen und hohe Gebühren.
2019 belegte Stripe laut Forbes Platz 1 der größten Fintech-Unternehmen in Amerika. Das Unternehmen wurde mit 22,5 Milliarden US-Dollar bewertet.
Im Jahr 2020 erhielt das Unternehmen erneut 600 Millionen US-Dollar neues Kapital aus einer weiteren Finanzierungsrunde und übernahm das nigerianische Zahlungsunternehmen Paystack für > 200 Millionen US-Dollar, um die Präsenz auf dem afrikanischen Markt auszubauen. Außerdem expandierte man im europäischen Markt in die Länder Bulgarien, Malta, Rumänien, Tschechien und Zypern. Mitte März 2021 wurde Stripe in einer neuen Finanzierungsrunde über 600 Millionen US-Dollar mit 95 Milliarden Dollar bewertet. Einen Monat später im April 2021 übernahm Stripe den US-Anbieter TaxJar für > 200 Millionen US-Dollar, um die Automatisierung von Steuern entlang des E-commerce in die eigene Produktpalette aufzunehmen. Ebenfalls wurde im Oktober 2021 das auf den Zahlungsausgleich spezialisierte Unternehmen Recko übernommen.
2022 schloss das Unternehmen strategische Partnerschaften mit den Unternehmen Ford, Spotify, ION und Twitter. Durch die Übernahme von BBPOS im Jahr 2022 konnte Stripe sich zudem die Hardware am POS zu eigen machen.
Im März 2023 sorgte Stripe aufgrund einer weiteren Finanzierungsrunde über 6,5 Milliarden US-Dollar für Schlagzeilen, bei der die Bewertung auf rd. 50 Milliarden US-Dollar gesunken war.

## Börsengang
Seit dem Jahr 2022 gab es wiederholte Medienberichte, denen zufolge Stripe einen Börsengang an der US-Technologiebörse Nasdaq plant. Trotz Plänen aus der internen Kommunikation, den Börsengang im Jahr 2023 bekanntzugeben oder zu vollziehen, sind keine genauen Pläne bekannt.